# Trigonopsis grylloctonus
Trigonopsis grylloctonus är en biart som beskrevs av Richards 1937. Trigonopsis grylloctonus ingår i släktet Trigonopsis och familjen grävsteklar. Inga underarter finns listade i Catalogue of Life.